# Limnophora albolinea
Limnophora albolinea este o specie de muște din genul Limnophora, familia Muscidae, descrisă de Shinonaga în anul 2005. Conform Catalogue of Life specia Limnophora albolinea nu are subspecii cunoscute.